# Du Nord au Sud
Du Nord au Sud est la deuxième histoire de la série Les Tuniques bleues de Salvérius et Raoul Cauvin. Elle est publiée pour la première fois du no 1710 au no 1725 du journal Spirou, puis sous forme d'album en 1972.
Elle a valu à Cauvin le prix Saint-Michel 1972 du meilleur scénariste humoristique.

## Résumé
La guerre de Sécession éclate. Les forces de l'Union mobilisent leurs troupes afin d'affronter au plus vite les forces Confédérées. 
C'est dans ce contexte que quatre sous-officiers de la cavalerie, raillés au nordistes, le sergent Chesterfield, le caporal Bryan, le caporal Blutch et le caporal Tripps, quittent leur poste à Fort Bow en direction de l'est pour rejoindre les troupes du général Grant. Ce dernier affronte son ennemi juré, le général Lee. 
Les troupes des deux camps cherchent à prendre le contrôle d'un pont stratégiquement important. Les assauts désespérés des cavaleries des deux armées se brisent à chaque fois contre les puissants canons du camp adverse protégeant le pont de part et d'autre. Ceci ne décourage pas le capitaine Stark, qui dirige le 22e régiment de cavalerie de l'Union, réduit à lui seul, car tous les soldats combattant dans ce régiment ont trouvé la mort. 
Accompagné des quatre nouveaux sous-officiers affectés en urgence à son régiment, Stark combat sans relâche pour prendre le contrôle du pont. 
Finalement, aucun camp ne triomphe, car un orage violent finit par détruire le pont.

## Personnages
- Sergent Chesterfield : présent dans cette aventure comme dans tant d'autres, Chesterfield est ici le plus brave de tous, à tel point qu'il en devient ridicule. Sa séance de torture chez les Sudistes est ainsi une véritable parodie, puisqu'il refuse de divulguer des informations qu'il ne connaît pas ! Il ne pourrait en effet leur communiquer aucune information capitale, puisqu'il ne sait lui-même absolument rien du plan de Grant. Naïf et crédule, il se fait manipuler par les généraux sans le moindre problème, et fait preuve d'une remarquable soumission, n'hésitant pas à charger les ennemis sur ordre de son capitaine en sachant pertinemment qu'ils n'ont aucune chance de gagner, et une chance infinitésimale de survivre. Pour autant, Chesterfield peut parfois être un brillant tacticien, ce qu'il prouve notamment en réalisant une stratégie qui parvient à faire tomber le canon ennemi.
- Caporal Blutch : l'antagonisme entre Blutch et Chesterfield est comme d'habitude manifeste dans cet album. Le premier passe son temps à critiquer, à gémir, et à se cacher, au contraire du second. C'est ainsi que Blutch, dès le début de cette aventure, face aux bombardements, se réfugiera dans une tranchée avec ses acolytes, provoquant l'ire de Chesterfield, et menacera à plusieurs reprises de déserter face aux assauts suicidaires de Stark. Néanmoins, il s'avère être un compagnon solide, puisque, malgré ses jérémiades, il suivra Chesterfield dans sa tentative d'opération, et tentera même de le sauver des mains des Confédérés quand il sera capturé.
- Tripps : l'indéfectible ami de Blutch et Chesterfield accompagnera le duo dans cette aventure, chargeant avec eux.
- Bryan : Tripps et Bryan forment un duo légèrement effacé, mais qui sont présents d'un bout à l'autre de l'aventure.
- Capitaine Stark : première apparition de Stark dans Les Tuniques Bleues. Dès le début de la bande dessinée, Stark était déjà considéré comme un capitaine suicidaire par excellence, effectuant des dizaines de charges dans la journée, et parvenant toujours à survivre. Même un obus tombant dans sa tente ne suffit pas à tuer ce dernier, qui parviendra toujours à sortir vivant de ses assauts monstrueux. Il n'hésite pas à charger dès qu'il a un seul cavalier sous la main, et se soucie peu des pertes humaines, tant qu'il peut continuer à charger. Plus les albums passeront, plus le fanatisme de Stark sera exacerbé, à tel point qu'il restera toujours sur son cheval, refusant d'adresser la parole à un simple fantassin.
- Général Grant : l'apparition de Grant commence de manière comique, Chesterfield le confondant avec un soldat indiscipliné et alcoolique. Grant s'avère être un général pragmatique, difficile à effrayer, qui passe son temps à boire et à échafauder des stratégies fumeuses et risquées, sans que les bombardements autour de lui le dérangent.
- Deux vigiles sudistes observant la rivière. L'un des deux s'appelle Raoul, et ressemble à s'y méprendre au scénariste de l'album, Raoul Cauvin[1].

## Historique
Du Nord au Sud est la première histoire longue de la série (44 planches), qui avait été testée auparavant sur des histoires courtes, compilées dans les tomes 1, 9 et 10 de la série, puis reprises en ordre chronologique dans les tomes 1 et 2 de l'édition Intégrale en 2014.
Les personnages quittent pour la première fois Fort Bow où ils traitaient des affaires indiennes pour se trouver plongés dans la Guerre de Sécession qu'ils ne quitteront plus. La série commence à trouver le ton qu'elle conservera par la suite, quittant le burlesque pour un savant équilibre entre comédie et drame dans le contexte de guerre.
La série se recentre sur le duo Blutch - Chesterfield : c'est ici la dernière apparition des personnages de Bryan et Tripps.

## Publication

### Revues
Journal Spirou : du no  1710 (21 janvier 1971) au no  1725 (6 mai 1971)

### Album
Dupuis (44 planches, soit 46 pages)
1. Première édition : album broché couverture souple, janvier 1972
2. Première édition cartonnée : octobre 1984[4]
3. Reprise dans Les Tuniques Bleues Intégrale 1, novembre 2014[5]

## Source
1. ↑  Étude publiée sur la page du site officiel
2. ↑  « bdoubliees.com/journalspirou/s… »(Archive.org • Wikiwix • Archive.is • Google • Que faire ?).
3. ↑  « Tome2 :  : », sur lestuniquesbleues.com (consulté le 26 avril 2023).
4. ↑  « Les tuniques Bleues -2- Du nord au sud », sur bedetheque.com (consulté le 18 août 2020).
5. ↑  « Les tuniques Bleues - L'Intégrale -1- L'Intégrale 1 », sur bedetheque.com (consulté le 18 août 2020).